# Richard de Clare (Geistlicher)
Richard de Clare (* um 1286; † 1338) war ein englischer Geistlicher.
Richard de Clare war ein unehelicher Sohn von Thomas de Clare. Sein Vater war ein anglonormannischer Adliger und Lord of Thomond in Irland, er starb aber bereits 1287. Richard hatte mehrere Halbgeschwister, darunter seinen namensgleichen Halbbruder Richard de Clare, den späteren Lord of Thomond, mit dem er oft verwechselt wird.
Richard wurde als Master bezeichnet, so dass er vermutlich studiert hat. 1305 diente er in einem Prozess um Besitzrechte in Hertfordshire als Anwalt von Ralph de Monthermer, der Johanna, die Witwe von Richards Onkel Gilbert de Clare, 6. Earl of Gloucester geheiratet hatte. Monthermer verlor jedoch den Prozess gegen Richards Halbbruder Gilbert de Clare, Lord of Thomond. 1306 war Richard Rektor von Bunratty und Youghal in Thomond sowie von Maltby in Yorkshire. 1307 trat er in den Dienst seines Cousins Gilbert de Clare, 7. Earl of Gloucester. 1313 diente er als dessen Kanzler in Cardiff, der Hauptstadt von Gloucesters walisischer Herrschaft Glamorgan. 1314 diente er als Anwalt von Gloucester, als dieser ohne männliche Nachkommen in der Schlacht von Bannockburn fiel. Richard wurde einer seiner Testamentsvollstrecker, dazu wurde er auch Testamentsvollstrecker seiner Tante Margaret de Clare, die ihre Besitzungen Gloucester vermacht hatte. Sein Halbbruder Richard de Clare, Lord of Thomond übergab Richard Ländereien in Hertfordshire. Richard trat nun in den Dienst von König Eduard II. Im Auftrag des Königs verwaltete er während einer Vakanz von 1315 bis 1318 Ramsey Abbey. Von 1318 bis 1320 war er Verwalter der heimgefallenen Kronlehen südlich des Trent. 1317 wurde Richard Dekan von Wimborne Minster in Dorset.